# Captain of the Gray Horse Troop
Captain of the Gray Horse Troop è un film muto del 1917 diretto da William Wolbert.
La sceneggiatura di A. Van Buren Powell si basa sul romanzo The Captain of the Grey Horse Troop di Hamlin Garland pubblicato a New York e a Londra nel 1902.

## Trama
George Curtis viene inviato da Washington in una zona del West vicino a una riserva indiana per rivedere le condizioni di vita degli indiani. Dopo aver rimosso il responsabile della riserva, Curtis viene minacciato dai proprietari dei ranch che si trovano ai confini della riserva. Uno degli allevatori viene ucciso da un indiano, provocando la rabbia dei bianchi che vorrebbero linciare l'assassino. Curtis, che si è impegnato nelle indagini scoprendo il responsabile, cerca di placare gli animi dimostrando che si è trattato di un episodio isolato. Ma la folla chiede sangue, pronta ad assalire la tribù. Curtis riesce ad avere dalla sua lo sceriffo che, fino a quel momento si era dimostrato poco collaborativo: i due uomini calmano gli agitatori e la pace viene ristabilita.

## Produzione
Il film fu prodotto dalla Vitagraph Company of America con il titolo di lavorazione The Long Fight.
Alcune scene del film furono girate al Griffith Park di Los Angeles.

## Distribuzione
Il copyright del film, richiesto dalla Vitagraph Co. of America, fu registrato il 4 maggio 1917 con il numero LP10711.
Distribuito dalla Greater Vitagraph (V-L-S-E), il film uscì nelle sale cinematografiche statunitensi il 7 maggio 1917.